# Karel Kašpárek
Karel Kašpárek, rozhlasový pseudonym Karel Lamberský (14. června 1923, Olešnice – 15. října 2008, Mnichov) byl český exilový lékař, rozhlasový novinář a aktivista.

## Život
Narodil se v Olešnici, vystudoval v Brně medicínu, před únorem 1948 se angažoval v Československé straně lidové, působil ve vedení akademických klubů ČSL na vysokých školách. Po komunistickém puči v roce 1948 byl ze strany vyloučen jako jeden z prvních 13 politiků, mezi nimi byl i Jan Šrámek, předseda exilové vlády v Londýně v době druhé světové války. Poté odešel do exilu, nejdříve do Rakouska, později do Německa, kde nastoupil do československého oddělení Rádia Svobodná Evropa (RFE/RL) v Mnichově jako redaktor zpráv. Později vedoucí redakce zpráv a předseda celopodnikové zaměstnanecké rady, v roce 1989 ředitel československého vysílání. Působil zde celkem 36 let.
V roce 2005 se stal laureátem Ceny Jihomoravského kraje jako „osobnost, jejíž život a jednání výrazným způsobem reprezentuje Jihomoravský kraj a přispívá k jeho věhlasu a dobrému jménu.“